# Altenstadt (Frankrijk)
Altenstadt is een plaats in het Franse departement Bas-Rhin in de gemeente Wissembourg.

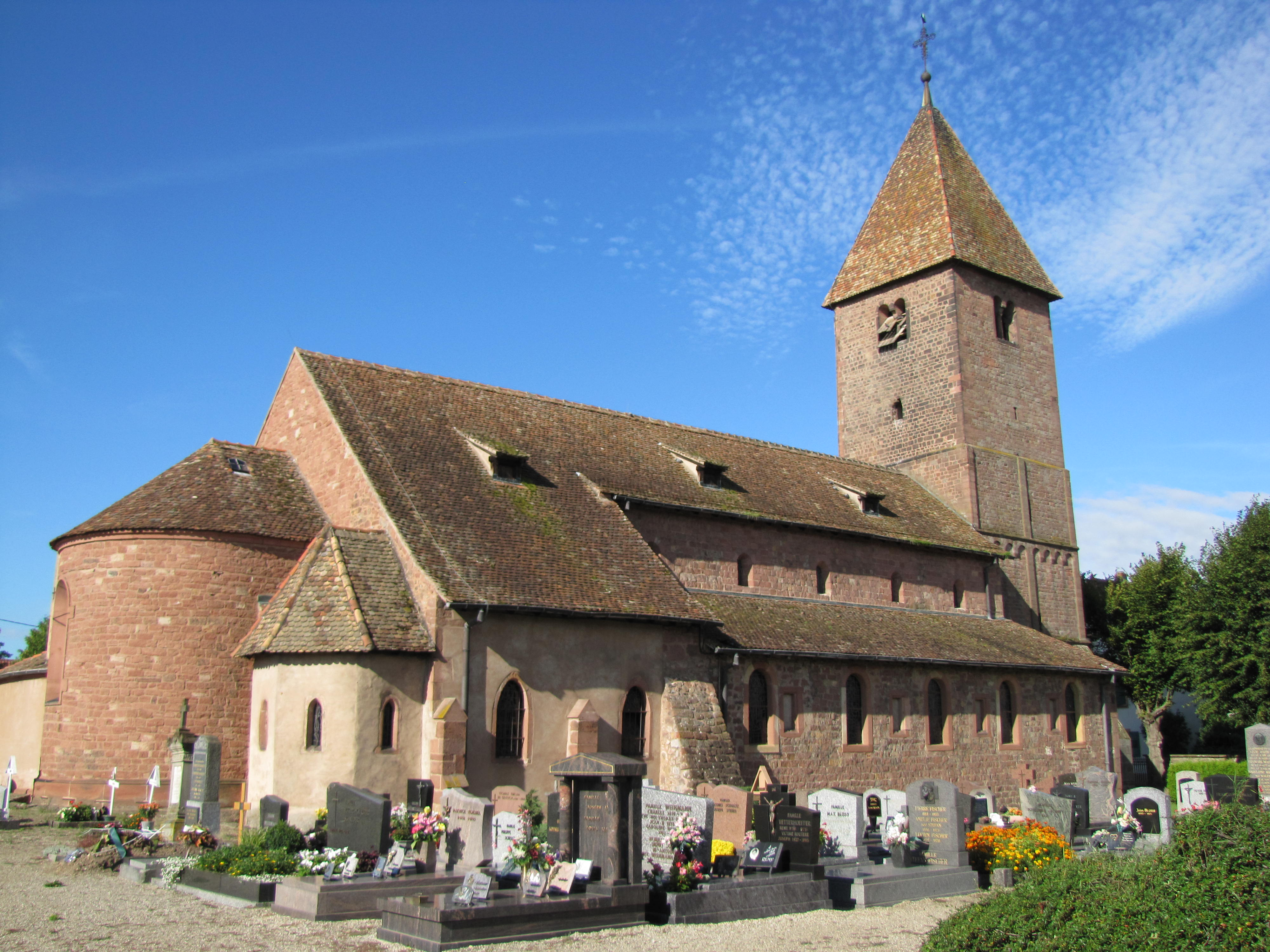
De kerk Saint-Ulrich van Altenstadt

## Geschiedenis
De plaats ontstond in de middeleeuwen op de plaats van een heidens heiligdom dat werd gekerstend door er een kerk te bouwen. De huidige kerk werd gebouwd in de 11e eeuw in romaanse stijl. Op 1 januari 1975 fuseerde de gemeente met Altenstadt in een fusion-association tot één gemeente. Dit hield in dat Altenstadt als commune associée nog enige mate van zelfstandigheid behield.